# Ritornare a vivere/Sta diventando una donna
Ritornare a vivere/Sta diventando una donna è il primo singolo del cantante italiano Paolo Vallesi, pubblicato nel 1990.
I due brani contenuti nel 45 giri non fanno parte di nessun album, in quanto non inseriti nel primo disco eponimo del cantautore toscano, pubblicato l'anno successivo.
Con la canzone Ritornare a vivere Vallesi ha partecipato nel 1990 al Festival di Saint-Vincent.

## Tracce
1. Ritornare a vivere – 3:22 (testo: Rodolfo Banchelli – musica: Paolo Vallesi, Maria Antonietta Merla, Mauro Stefanelli)
2. Sta diventando una donna – 3:15 (testo: Giuseppe Dati, Flora Gallo – musica: Giuseppe Dati, Paolo Vallesi, Edoardo Rinaldi)

Arrangiamenti e realizzazione: Paolo Vallesi e Rodolfo Banchelli.